# Sunid
Le sunid (en mongol littéraire, ᠰᠥᠨᠢᠳ ᠠᠮᠠᠨ ᠠᠶᠠᠯᠭᠤ sönid aman ayalγu) est un dialecte mongol parlé dans les bannières droite et gauche de Sünid, en Mongolie-Intérieure, en Chine.

## Phonologie

### Voyelles
|         | Antérieure  | Centrale | Postérieure |
| ------- | ----------- | -------- | ----------- |
| Fermée  | i [i] ɪ [ɪ] | ʉ [ʉ]    | ʊ [ʊ] u [u] |
| Moyenne | e [e]       |          | ɵ [ɵ]       |
| Ouverte |             | a [a]    | ɔ [ɔ]       |

Les voyelles du sunid peuvent toutes être longues.

### Consonnes
|               |               | Bilabiale | Dentale  | Latérale | Palatale | Vélaire | Uvulaire |
| ------------- | ------------- | --------- | -------- | -------- | -------- | ------- | -------- |
| Occlusives    | Sourdes       | b [b̥]     | d [d̥]    |          |          |         | ɢ [q̥]    |
| Occlusives    | Aspirées      | p [pʰ]    | t [tʰ]   |          |          | k [kʰ]  |          |
| Fricatives    | Fricatives    |           | s [s]    |          | ʃ [ʃ]    | x [x]   |          |
| Affriquées    | Sourdes       |           | dz [d̥͡z̥]  |          | ʤ [d̥͡ʒ̥]   |         |          |
| Affriquées    | Aspirée       |           | ts [t͡sʰ] |          | tʃ [t͡ʃʰ] |         |          |
| Nasales       | Nasales       | m [m]     | n [n]    |          |          | ŋ [ŋ]   |          |
| Liquides      | Liquides      |           | r [r]    | l [l]    |          |         |          |
| Semi-voyelles | Semi-voyelles | w [w]     |          |          | j [j]    |         |          |

- Allophones[3]:

L'occlusive voisée [ɢ] apparaît devant les voyelles postérieures. Devant les voyelles antérieures, elle est [g]. Elle peut être fricativisée [ɣ], entre deux voyelles postérieures et après une consonne. 
baγa, petit - baɢa ~ baʁ
L'occlusive voisée [b] est [ɸ] devant une occlusive sourde:
ɢabtăs, couverture (de livre) - ɢaɸtʰăs, mongol littéraire: qabtasu
La séquence ŋx est réalisée [ŋkʰ]:
xɔŋxɔr, dépression  [géographie] - xɔŋkʰɔr
Certaines consonnes sont palatalisées devant un ancien [i]:
ta̟nʲʤ, reconnaissant (forme converbale), mongol littéraire: taniju
agʲ, mongol littéraire: agi
sɔlʲx, échanger, mongol littéraire: soliqu